# Terminalia (Rome antique)

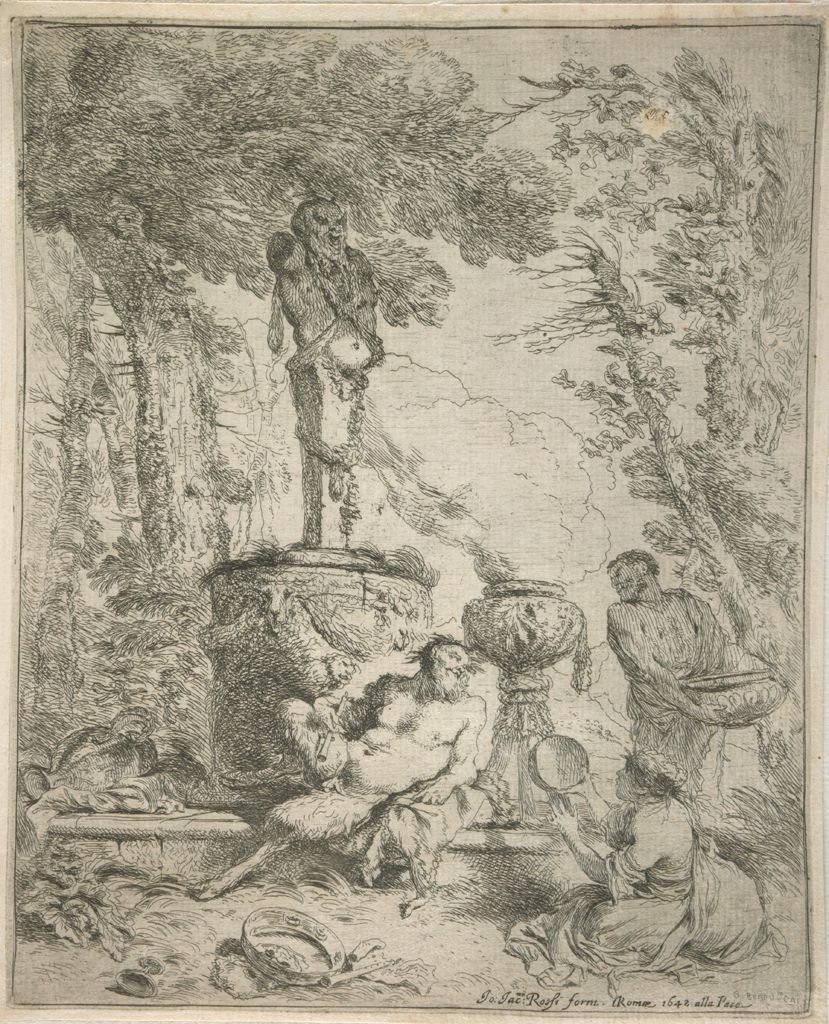
La fête devant l'autel de Terminus, de Giovanni Benedetto Castiglione (1642)

Les Terminalies (en latin : Termǐnālǐa, -ǐum ou -ǐōrum) étaient une fête religieuse romaine annuelle qui avait lieu le 23 février, veille du Regifugium, avant les calendes de Mars marquant la nouvelle année.
Il s'agit de l'une des soixante-et-une fêtes publiques statives annuelles notées dans les calendriers gravés qui nous sont parvenus.
Il s'agissait d'un rite tirant son nom du dieu Terminus et présidait aux limites entre les propriétés. Une simple pierre ou borne était fixée dans le sol et couronnée de guirlandes. Un autel grossier était alors élevé, sur lequel était offert un peu de grain, de miel, de vin, et un agneau sacrifié ou un cochon de lait.
La fête se concluait par des louanges chantées au dieu Terminus.
Une cérémonie publique était célébrée à six miles de Rome, à la jonction des voies Laurentine (via Laurentina) et Ostiense (via Ostiensis), limites de la capitale du temps du roi Numa.
Les Terminalies se déroulaient le mois de février (fěbrǔārǐus) : le septième jour avant les calendes de Mars (ante diem septimum Kalendas Martias), les années ordinaires ; la veille des calendes intercalaires (prodie Kalendas intercal.), les années intercalaires courtes ainsi que, peut-être, les années intercalaires longues.
Selon André Magdelain, le 23e jour de février, date des Terminalies, étaient le jour de la clôture de l'année religieuse. Les cinq derniers jours de février, intercalés entre les Terminalies et les calendes de mars, auraient été des jours épagomènes (en grec ancien, au singulier : ἐπαγόμενα ἡμέρα / epagόmena hêméra, jour supplémentaire) ou intercalaires.
Les années intercalaires, les vingt-trois ou vingt-quatre jours supplémentaires étaient intercalés entre les Terminalies et le Régifuge.
Avec le calendrier julien, le jour bissextile s'intercalait aussi entre ces deux dates. 

### Sources antiques
- Cicéron, Lettres à Atticus (BNF 12140398), 6, 1, 1.
- Cicéron, Philippiques (BNF 12032278), 12, 2.
- Ovide, Fastes (BNF 12213123), 2, 639-684.
- Varron, Langue latine (BNF 12425965), 6, 13.